# Cagüitas
Cagüitas es un barrio ubicado en el municipio de Aguas Buenas en el estado libre asociado de Puerto Rico. En el Censo de 2010 tenía una población de 2664 habitantes y una densidad poblacional de 394,24 personas por km².

## Geografía
Cagüitas se encuentra ubicado en las coordenadas 18°14′16″N 66°5′46″O / 18.23778, -66.09611. Según la Oficina del Censo de los Estados Unidos, Cagüitas tiene una superficie total de 6.76 km², que corresponden a tierra firme.

## Demografía
Según el censo de 2010, había 2664 personas residiendo en Cagüitas. La densidad de población era de 394,24 hab./km². De los 2664 habitantes, Cagüitas estaba compuesto por el 67.23% blancos, el 15.65% eran afroamericanos, el 0.71% eran amerindios, el 11.79% eran de otras razas y el 4.62% pertenecían a dos o más razas. Del total de la población el 99.44% eran hispanos o latinos de cualquier raza.